# Burg Lennewarden
Die Burg Lennewarden (lettisch Lielvārdes pils) befand sich am rechten Ufer der Düna in Lielvārde im heutigen Lettland. Von der ursprünglichen Anlage sind nur Ruinen erhalten geblieben, die seit dem 19. Dezember 1998 unter Denkmalschutz stehen.

## Lage
Die Ruine der Burg liegt am rechten Ufer der Düna, wo von der Landseite ein tiefes Flusstal natürlichen Schutz bot. Das dazwischenliegende Plateau ist durch zwei Gräben geteilt, was ein typisches Bild einer Abschnittsbefestigung ergab.

## Geschichte

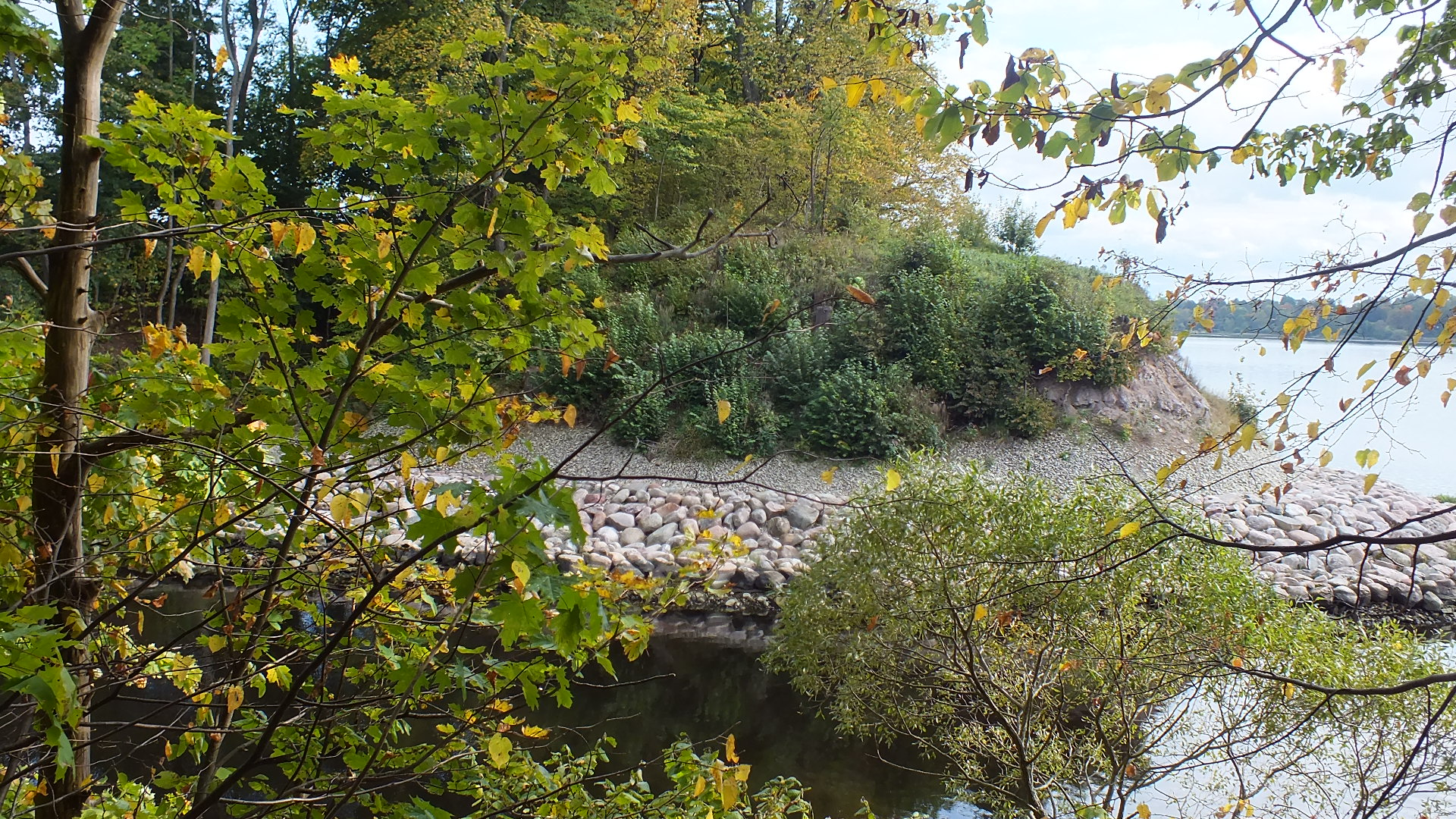
Divu Kalns, der ursprüngliche Burgberg

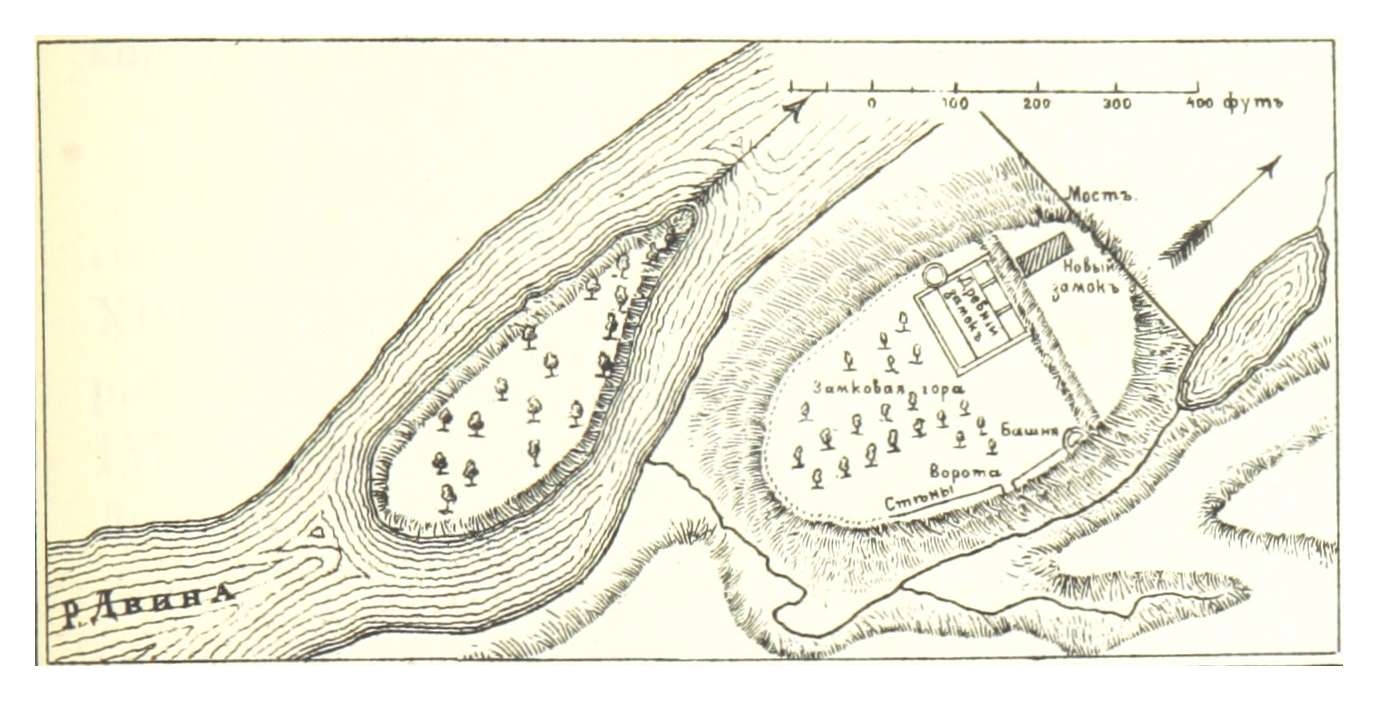
Skizze der Burgruine (etwa 1880)

Im Zuge der Missionierung von Livland und der damit einhergehenden Errichtung von Befestigungsanlagen wurde Daniel von Banerow im Jahr 1201 durch Albert von Buxthoeven mit dem an der Düna gelegenen Lennewarden (Lielvārde) belehnt. Die auf dem hier befindlichen Burgberg Livukalns bestehenden hölzernen Verteidigungsanlagen der Liven wurden ständig erweitert. Von dieser Anlage sind keine Reste erhalten. Die heute erhalten gebliebenen Ruinen stammen größtenteils aus dem 14. Jahrhundert und befinden sich gegenüber der ursprünglichen Burganlage. Vermutlich hat die flussabwärts gelegene Turmfestung von Uexküll als Vorbild zur Errichtung der Anlage gedient, da diese einen passenden Typ für eine kleine Vasallenburg darstellte. Während des Livländischen Krieges wurde die Burg im Jahre 1577 zerstört.

## Parkanlage und Nachbau
Die Ruinen der Burg befinden sich in einer Parkanlage, zusammen mit der evangelisch-lutherischen Kirche von Lielvārde, einer Darstellung der Sage von Lāčplēsis, welche durch Schnitzereien in Baumstämmen dargestellt ist, sowie einem Museum für den lettischen Dichter Andrejs Pumpurs.
Ein Nachbau der ursprünglichen, aus Holz errichteten Burg Lielvārde befindet sich etwa einen Kilometer entfernt.